# Pol De Schamphelaere
Pol De Schamphelaere (Gent, 14 maart 1839 - aldaar, 8 januari 1904) was een Belgisch industrieel.

## Levensloop
De Schamphelaere was een zoon van een Gentse pianofabrikant die halfweg de negentiende eeuw overschakelde op de verwerking van rubber. Hijzelf breidde het familiebedrijf uit en opende een verkoopzaal in de Veldstraat, waar hij een breed gamma van producten verkocht, waaronder de eerste generatie condooms.
Rond de eeuwwisseling verhuisde hij zijn fabriek nv Colonial Rubber van Gentbrugge naar de Stropkaai in Gent.
Daarnaast was hij in het liberale verenigingsleven actief. In 1865 stichtte hij de Gentsche Volksbank, in 1895 werd hij voorzitter van het Van Crombrugghe's Genootschap. Van 1896 tot 1903 was hij liberaal gemeenteraadslid in Gent.